# David Taylor (basket-ball)
David Taylor, né en 1961, est un joueur américain de basket-ball. Il évolue au poste de Pivot (2,03 m).

## Carrière

### Clubs
- 1983-1984  :  ASVEL Villeurbanne (Nationale 1)